# Předehra k Nadaci
Předehra k Nadaci (anglicky Prelude to Foundation) je šestá kniha z pera amerického spisovatele a biochemika Isaaca Asimova ze Série o Nadaci, původně trilogie, posléze doplněné o další 4 díla. Chronologicky celou sérii začíná. Vyšla v roce 1988.
Děj se odehrává na hlavní planetě Galaktické říše, na Trantoru.
Autor provází čtenáře řadou odlišných prostředí, od prostředí univerzity (sektor Streeling) přes bigotní a silně patriarchální společnost v mykogenském sektoru po okázalou nabubřelost stavící na odiv bohatství a moc v Imperiálním sektoru a Wye. V sektoru Dahl prezentuje pokřivenou společenskou strukturu, aby mohl poukázat na časté společenské předsudky vyplývající z odlišného postavení v hierarchii a v čtvrti jménem Billibotton vytváří chudinské prostředí se svými zákony džungle.
Kniha vyšla česky v nakladatelství AG Kult v roce 1992 .

## Námět
Na Trantoru, centrální planetě první Galaktické říše, přednesl Hari Seldon svou představu psychohistorie jako vědy umožňující matematicky propočítat budoucí osudy lidských společenství. O jeho objev se z důvodu využití ve svůj prospěch začaly zajímat různé mocné osoby Trantoru včetně samotného císaře Cleona I. a jeho Prvního ministra Eto Demerzela. Hari Seldon na útěku před nimi je nucen se skrývat v různých sektorech Trantoru. Nakonec zakotví na Streelingské univerzitě, kde začíná prakticky rozvíjet psychohistorii.

## Postavy
- Chetter Hummin - novinář, pomáhá Seldonovi a Dors při útěku před Demerzelem.
- Cleon I. - císař Galaktické říše.
- Dors Venabili - historička a ochránkyně Hari Seldona.
- Emmer Thalus - seržant starostky Rashelle I. z Wye
- Eto Demerzel – První ministr ve vládě Cleona I.
- Hari Seldon – hlavní postava příběhu, matematik, jenž založí revoluční vědu - psychohistorii.
- Jirad a Casilie Tisalverovi - manželé, u nichž je Seldon s Dors ubytován v sektoru Dahl.
- Matka Rittah - stará žena z Billibottonu, disponuje znalostmi starých legend o Zemi.
- Rashelle - neoficiální starostka sektoru Wye.
- Raych - chlapec z Billibottonu, který provází Hari Seldona a Dors po nebezpečných ulicích Dahlu a Billibottonu.
- Sluneční pán XIV. - vládce sektoru Mykogen.
- Yugo Amaryl - matematik-samouk, pracuje v jámách Dahlu.

## Obsah knihy
Kniha má 94 kapitol, které jsou shrnuty do několika částí:
| - 1. Matematik - 2. Útěk - 3. Univerzita - 4. Knihovna - 5. Nahoře | - 6. Záchrana - 7. Mykogen - 8. Sluneční pán - 9. Mikrofarma - 10. Kniha | - 11. Sakratorium - 12. Orlí hnízdo - 13. Jáma - 14. Billibotton - 15. V úkrytu | - 16. Policajti - 17. Wye - 18. Převrat - 19. Dors |

## Děj
- Matematik (kapitola 1-5)

Císař první Galaktické říše Cleon I. se dozví o heliconském matematikovi Hari Seldonovi, jenž se účastní na Trantoru výroční desetileté matematické konference. Uvažuje, že si jej nechá předvolat k audienci a tuto možnost probere se svým Prvním ministrem Eto Demerzelem. Cleon I. se domnívá, že by Seldonova teorie psychohistorie mohla posloužit jeho zájmům, konkrétně k upevnění moci. Hari Seldon to však při setkání císaři odmítá potvrdit, sděluje mu, že sám nevidí na psychohistorii žádné praktické využití. Císař jej propouští a Eto Demerzel radí Cleonovi I., aby přenechal starost o Seldona jemu. Ujišťuje, že jej bude mít pod dohledem, neboť je možné, že se matematik nakonec dopracuje k výsledkům, které by mohly mít význam.
Hari Seldon se poté setká v parku Císařského sektoru (Imperial) s Chetterem Humminem, záhadným mužem s mnoha kontakty a vazbami, jenž jej varuje před Etem Demerzelem.
- Útěk (kapitoly 6-10)

Humminovi se podaří vyvolat v Seldonovi pocit ohrožení tím, že mu vysvětlí možnost zneužití jeho psychohistorické teorie. Nabídne mu pomoc a vysvětlí mu, že i on má zájem na uvedení psychohistorie do praxe, avšak nikoli pro své osobní cíle jako císař, nýbrž pro dobro lidstva, neboť podle něj se první Galaktická říše blíží ke svému rozpadu. Hari Seldon je těmito slovy překvapen a nechá se doprovodit do trantorského sektoru Streeling, kde se nachází významná univerzita.
- Univerzita (kapitoly 11-15)

Seldon stále pochybuje o významu své teorie stejně jako o rozkladu Říše, nicméně Hummin předkládá všelijaké nepřímé důkazy a tak mu matematik slíbí, že se pokusí na teorii zapracovat tak, aby byla prakticky využitelná.
- Knihovna (kapitoly 16-20)

Na Streelingské univerzitě se Hari seznamuje s Dors Venabili. Tuto ženu Hummin pověřil dohledem nad Seldonem a zasvěcením do běžných záležitostí univerzity a toho překvapuje, jak moc Dors Humminovi důvěřuje. Dors je historička a Seldon se zúčastní jejích kurzů - hodlá zjistit některé historické souvislosti aplikovatelné na psychohistorii. V císařském paláci informuje Demerzel císaře, že částečně ztratil kontrolu nad Seldonem, neboť se nachází na Streelingské univerzitě, kde nemá možnost zasáhnout. Cleon I. vyřkne obavy ze zmocnění se psychohistorie některým z jeho rivalů, např. starostou sektoru Wye. Demerzel jej ujišťuje, že pokud by se tak stalo, v tom případě by nechal Seldona raději zavraždit.
- Nahoře (kapitoly 21-24)

Hari Seldon je frustrován, protože neví, jak pokračovat ve své práci. Lisung Randa mu radí, aby se zúčastnil meteorologického výstupu na streelingskou kopuli v rámci měření a sbírání údajů. Vedoucím je jistý Jennar Leggen. Seldon souhlasí, ale Leggen se zdráhá jej vzít sebou. Nakonec se nechá přesvědčit a bere Seldona se svým týmem. Na kopuli je chladno, matematik si nevzal dostatečné oblečení. Rozhodne se vyjít si na procházku po kopuli, neboť stážistka Clowzia mu řekla, že zde rostou i stromy, čemuž Seldon odmítá uvěřit a chce se sám přesvědčit. Opravdu nalezne lesík, přitom zaregistruje vznášedlo. Jeho paranoidní fantazie, které mu částečně vsugeroval Hummin začnou pracovat naplno a Hari se ukrývá v lesíku, dokud se vznášedlo nevzdálí. Je přesvědčen, že pátralo po něm. Mezitím se setmí a Hari Seldon ztratil cestu. Meteorologický tým se vrátil na univerzitu. Hari Seldon je v ohrožení života, hrozí mu umrznutí. Nyní by si přál, aby žádné z posledních hektických událostí nenastaly.
- Záchrana (kapitoly 25-30)

Mezitím Dors na Streelingské univerzitě pátrá po svém chráněnci a nemůže jej nalézt. Přes pozdní hodinu kontaktuje hlavního seismologa Rogena Benastru, který vyhledá záznamy údajů z meteorologických snímačů na povrchu kopule a díky nim zjistí, kde by se Seldon mohl nacházet. Dors zalarmuje i doktora Jennara Leggena, který není příliš ochoten ke spolupráci, ale pod pohrůžkou vážných následků se podvolí. Trojice (Dors, Benastra, Leggen) vyjíždí výtahem na povrch kopule, kde Dors po chvíli nachází prokřehlého a nastuzeného Hariho. Dopraví jej do tepla a doktor jej ošetří. Dors poté zpovídá Leggena, podezřívá jej ze spiknutí s cílem únosu stále známějšího matematika.
- Mykogen (kapitoly 31-34)

Seldon se zotavuje z nachlazení a Hummin a Dors s ním probírají možnost spiknutí. Seldon trvá na svém, že vznášedlo po někom pátralo. Ačkoli vše může být jen vykonstruovaná představa, nechtějí podcenit riziko a Hummin rozhodne o přesunu do Mykogenu.
- Sluneční pán (kapitoly 35-40)

V Mykogenu je vyzvedne vládce sektoru Sluneční pán XIV. a dopraví do dočasného příbytku. Není příliš sdílný ohledně svého území a Seldon začíná pochybovat, že se zde dozví něco, co by mu prospělo pro vývoj psychohistorie. Mykogen je starý sektor se silným vlivem tradic a přísných konvencí. Jedním z nich je zbavování se všeho ochlupení na těle mužů i žen. Je patriarchální, ženy zde nemají tolik práv jako muži. Seldon a Dors neznají přípravu jídla a tak si vyžádají dvě pomocnice. Ty jim pomohou s přípravou místního vyhlášeného jídla.
- Mikrofarma (kapitoly 41-44)

Hari Seldon se vydává s jednou z pomocnic - Dešťovou kapkou 43 na prohlídku zdejších mikrofarem, kde se pěstují velmi kvalitní kultury řas a kvasnic. Doufá, že se mu podaří od dívky zjistit nějaké informace o historii místních obyvatel. Dešťová kapka 43 je zprvu velmi ostýchavá, není zvyklá na společnost muže, navíc cizince, ale posléze se osmělí a rozhovoří o některých věcech.
- Kniha (kapitoly 45-49)

Po ochutnávce několika potravin zavede Dešťová kapka 43 Seldona do oddělené místnosti, kde mu nabízí zapůjčení Knihy - mykogenské bible. Seldon věří, že se z ní dozví více o dávné minulosti. Dívka má jedinou podmínku: matematik si musí sundat čapku, která mu zakrývá vlasy (čapka je povinná pro všechny cizince, jakékoliv odhalení ochlupení na veřejnosti je nepřípustné). Dešťová kapka 43 touží ochutnat zakázaného ovoce a prohrábnout mu vlasy. Seldon jí to dovolí a na oplátku získá na určitou dobu Knihu. Po návratu do apartmá sdělí Dors, co se stalo a spolu probírají různá kulturní tabu. Je zvědavý a pustí se do četby Knihy. Narazí zde na zmínky o Auroře, o tzv. "Padesátce" (= 50 Intermitentních planet) a o robotech, ale jinak je z Knihy zklamaný, neboť zbytek textu obsahuje pouze náboženská témata.
- Sakratorium (kapitoly 50-55)

Obyvatelé mykogenského sektoru věří, že jejich původní planetou byla Aurora. Seldon se dozví, že v jejich centrálním chrámu - Sakratoriu, je robot. Rozhodne se tam dostat za každou cenu, tvrdí, že je to důležité pro rozvoj psychohistorie. Dors mu to vymlouvá, ale Seldon je neoblomný, přestože do chrámu je vstup cizincům a ženám zapovězen. Dors je rozhodnuta jej doprovodit. Pořídí si nutné převleky a vypraví se k posvátnému místu. Cestou se seznámí s místním vědcem Myceliem 72, jenž nesdílí některé předsudky a je ochoten se s nimi podělit o jisté informace.
- Orlí hnízdo (kapitoly 56-60)

Seldon s Dors se dostanou do knihovny a následně dovnitř Sakratoria, kde vládne ponurá atmosféra. Lidé se modlí za návrat starých časů, kráčí se sklopeným zrakem a nevšímají si sebe navzájem. Na monitorech jsou promítány idylické snímky zahrad plných zeleně a také kovových robotů. Seldon se chce dostat do místnosti zvané „Orlí hnízdo Starších“, kde očekává funkčního robota a společně s Dors se mu to podaří. Robot se zde opravdu nachází, ale je nefunkční. Na místě je odhalí Sluneční pán XIV. a za znesvěcení posvátného místa jim hrozí smrtí. Situaci musí opět zachraňovat Chetter Hummin. Dvojice vědců však už není v Mykogenu vítána. Nicméně Hari Seldon už si není tak jist nemožností převést psychohistorii do praxe.
- Jáma (kapitoly 61-65)

Dalším místem pobytu Seldona a Dors je chudý sektor Dahl. Hummin jim obstará ubytování u manželů Tisalverových, kteří se považují za zástupce střední třídy a pohrdají většinou chudobnějších spoluobčanů. Jirad Tisalver má o něco méně společenských předsudků než jeho žena Casilie, ale podřizuje se jí. Vypráví Seldonovi o výrobě energie. Podle jeho tvrzení pochází polovina vyrobené energie na Trantoru z dahlských jam. Hari Seldona to zaujme a rád by se podíval do jámy. Tisalver jej tam vezme. Vedení exkurze se ujme předák Hano Linder. V jámě Seldona pozná muž jménem Yugo Amaryl a chce se s ním sejít o samotě. Seldon souhlasí a pozve jej k Tisalverovým, ovšem setká se s  opovržením paní Casiliové, že si chce k nim domů pozvat jámaře, na nějž se dívá skrz prsty. Paní Casilie se nakonec nechá uplatit zvýšeným nájmem a slibem, že to bude pouze jednou. Amaryl se představí jako matematik-samouk a ukáže Seldonovi své výpočty. Ten mu slíbí pomoc, hodlá jej dostat na univerzitu. Amaryl Seldonovi poví ještě něco o Zemi a Matce Rittah.
- Billibotton (kapitoly 66-71)

Matka Rittah je stará žena, která by mohla znát spoustu informací, po nichž se pídí Hari Seldon. Žije v nebezpečné čtvrti Dahlu zvané Billibotton, kde drtivá většina obyvatel nosí nože a panuje zde vysoká kriminalita. Ani císařské oddíly zde nemají velké pravomoci. Dors nakoupí v obchodě dva nože a se svým chráněncem Harim se vydává do Billibottonu. Tam jim cestu za Matkou Rittah ukáže místní chlapec Raych. Matka Rittah jim sdělí několik legend o Zemi a Intermitentních planetách a také o dávných hrdinech Da-Nee a Ba-Lee. Cestou zpět jsou napadeni skupinkou mužů, ale především díky Dorsinu obratnému zacházení s noži se ubrání. Tato událost se velmi rychle rozšíří po celém sektoru a na cizince si již nikdo nedovolí.
- V úkrytu (kapitoly 72-76)

U Tisalverových kontaktuje Seldona a Dors Raych, má je doprovodit k muži jménem Davan. Davan je místní patriot a chce lepší sociální podmínky pro svůj sektor. Žádá oba vědce, aby se k nim připojili. Seldon i Dors s ním sympatizují, ale Seldon musí zopakovat, že stále ještě nemá funkční psychohistorii, která by mohla pomoci. Nyní má však pocit, že je reálné ji vytvořit. Přislíbí Davanovi neurčitou pomoc.
- Policajti (kapitoly 77-81)

Ráno Seldon S Dors vedou debatu o sektoru jménem Wye. Casilie Tisalverová na ně podá udání. Dva policisté je přijdou zatknout do jejího bytu. Vznesou proti nim nepravdivá obvinění. K situaci se připlete Raych, jenž jim svou přítomností nepřímo pomůže. Jeden z policistů použije proti Raychovi neuronový bič, čehož využije Dors a policistu zpacifikuje. Hari Seldon nezůstane pozadu a poradí si s druhým. Společně s Raychem prchají na skryté místo. Objeví se Davan se zprávou, že pomoc je na cestě. Vůz přijíždí a k překvapení Hari Seldona to není Chetter Hummin.
- Wye (kapitoly 82-86)

Z vozu vystupuje seržant Emmer Thalus s rozkazem odvézt Seldona ke svému nadřízenému. Jeho instrukce se nezmiňují o Dors ani Raychovi, ale Seldon odmítá jet sám. Seržant se chystá použít přiměřené násilí k jeho odvedení, situace se však vyvine v jeho neprospěch. Mladý chlapec Raych využije okamžiku a sebere mu nebezpečnou zbraň - neuronový bič. Po vysvětlení seržant souhlasí s odvezením celé skupinky k Rashelle - neoficiální starostce bohatého sektoru Wye. Její otec - Mannix IV. je stále formální hlavou Wye, ale moc předal do ruky své dcery. Ta sdělí Seldonovi své záměry - chce, stejně jako vícero lidí před ní, využít psychohistorie k posílení své moci a stát se císařovnou. Seldon se v paláci cítí v pasti.
- Převrat (kapitoly 87-90)

Seldon, Dors a Raych stráví v paláci několik dnů, když dojde k obsazení Wye císařským vojskem. Vojáci odmítli sloužit pod starostkou Rashelle. Ta chce zabránit tomu, aby se psychohistorie dostala do rukou císařského Prvního ministra Eta Demerzela a tak poručí seržantovi Thalusi zastřelit matematika Seldona. Ten se zdráhá rozkaz splnit a Rashelle si bere jeho zbraň a zastřelí Thaluse. Je rozhodnuta zastřelit i Seldona, ale před něj se postaví Raych. Dors využije zaváhání starostky a odzbrojí ji. Do místnosti vkročí Chetter Hummin, jehož Rashelle označí za Eta Demerzela.
Chetter Hummin alias Eto Demerzel v rozhovoru vysvětluje Hari Seldonovi své pohnutky. Nechal jej cestovat po Trantoru s domnělým pocitem pronásledování, aby Seldon mohl z těchto zkušeností vytěžit něco pro psychohistorii. Podaří se mu to, Hari Seldon je již plně přesvědčen o možnosti zdárného uvedení psychohistorie do praxe. Zároveň nařkne Demerzela / Hummina, že je robot.
- Dors (kapitoly 91-94)

A je to pravda, Hummin či Demerzel se představí jako R. Daneel Olivaw, robot se schopností číst a upravovat lidské emoce. Byl vyvinut před 20 000 lety na Auroře a s dalším robotem (R. Giskardem) definovali nultý zákon robotiky, jenž zní: „Robot nesmí ublížit lidstvu nebo svou nečinností dopustit, aby lidstvu bylo ublíženo.“ Tento zákon je nadřazen ostatním třem zákonům robotiky. R. Daneelův robotický přítel (R. Giskard) se stává neaktivním a péči o Galaxii přebírá R. Daneel Olivaw, jenž se vždy snažil o cestu nejmenšího zla. Tuto složitou úlohu by mohla zjednodušit právě psychohistorie. Hari Seldon slibuje, že na ní bude důsledně pracovat. R. Daneel mu zajistí veškeré možné zdroje a podporu.
Hari Seldon se dopídí, že i Dors je robot, ale chce s ní zůstat, neboť ji miluje.

## Zajímavosti
- Spisovatel zde zmínil fiktivní technologii antigravitace, jejíž využití bylo uvedeno i v románech Nadace na hranicích a Nadace a Země. Zde je představena ve formě (anti)gravitačního výtahu jakožto nové technologie, kterou prosadil císař Stanel VI., otec a předchůdce Cleona I.[2] O téměř 500 let později toto know-how přetaví První Nadace do antigravitačních kosmických lodí FS Vzdálená hvězda a FS Jasná hvězda.
- Na Trantoru existují speciální centra, kde může člověk legálně spáchat sebevraždu, pokud předtím podstoupí psychoterapeutickou kúru. Sebevražda je na této planetě společensky přijatelná.[3]